# 11166 Anatolefrance
11166 Anatolefrance è un asteroide della fascia principale. Scoperto nel 1998, presenta un'orbita caratterizzata da un semiasse maggiore pari a 2,3554901 UA e da un'eccentricità di 0,1690833, inclinata di 6,37400° rispetto all'eclittica.
L'asteroide è dedicato allo scrittore francese Anatole France.